# Jean-Baptiste Bouchotte
Pour les articles homonymes, voir Bouchotte.
Jean-Baptiste Noël Bouchotte, né le 25 décembre 1754 à Metz et mort le 7 juin 1840 au Ban-Saint-Martin (Moselle), est un militaire et homme politique français, ministre de la Guerre au cours des guerres révolutionnaires.

## Biographie

### Ancien régime
Il est né le 25 décembre 1754 à Metz, où son père, Jean-Didier, était trésorier de l'Extraordinaire des guerres, c'est-à-dire de l'administration qui gère les fonds des campagnes militaires particulières. En 1773, âgé de 19 ans, engagé volontaire dans le régiment Nassau-infanterie, sous le nom de Bouchotte de Bucholz. Le 18 janvier 1775, sous-lieutenant, il passe au Nassau hussards, puis au Royal-Croate. En 1784, il est promu lieutenant au régiment d’Esterhazy - Hussards. En 1789, alors capitaine de cavalerie, il manifeste son attachement aux principes de liberté.

### Révolution française

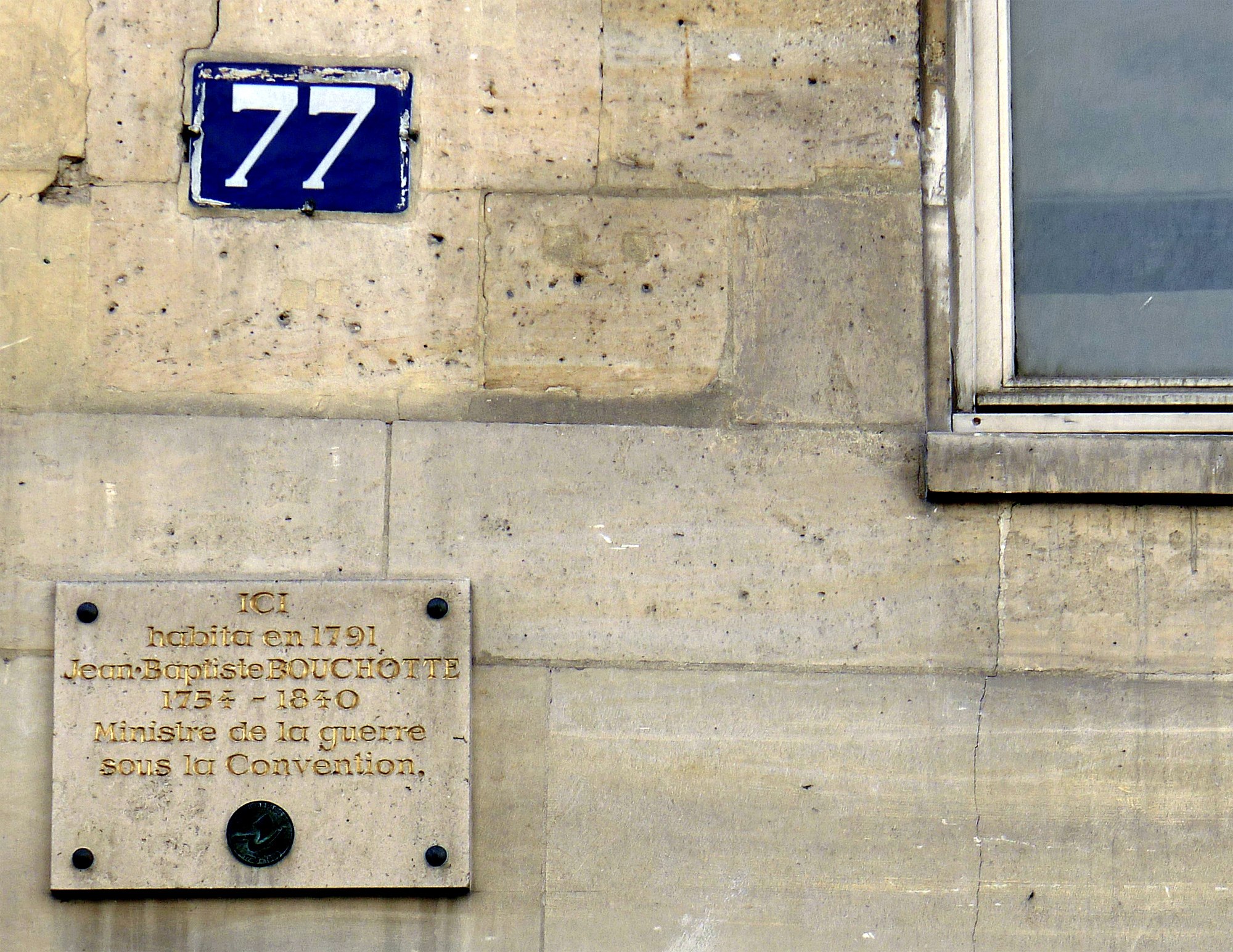
Jean-Baptiste Bouchotte habita le 77 rue du Temple (hôtel de Vic) sous la Convention.

En 1791, il est admis à la Société des Amis de la constitution de Sedan. En 1792, chef d'escadron et commandant temporaire de Cambrai, il empêche la ville de tomber aux mains des Autrichiens lors de la trahison de Dumouriez. Le 4 avril 1793, le lieutenant-colonel Bouchotte est nommé ministre de la Guerre par la Convention nationale en remplacement de Beurnonville, livré le 2 avril aux Autrichiens par Dumouriez. Didier Jourdeuil devient son adjoint. Il conserva ce portefeuille jusqu'au 20 avril 1794
En tant que ministre, Bouchotte est attaqué avec violence par des représentants aux armées et même des généraux. Ce qu'on lui reproche surtout, c'est de républicaniser les états-majors. Excédé de ces attaques, Bouchotte adresse sa démission à la Convention le 26 mai 1793. Elle est acceptée, mais les événements des 31 mai au 2 juin empêchent l'exécution immédiate du décret. Bouchotte renouvelle sa démission le 11 juin. Le 13, le Comité de salut public présente aux suffrages de la Convention le général de Beauharnais, commandant l’armée du Rhin. Beauharnais refuse d'être ministre et, le 21 juin, la Convention nomme le commissaire-ordonnateur de l'armée des Alpes, Alexandre, ministre de la Guerre. Apprenant qu'Alexandre était un ancien courtier de change, la Convention rappelle, le jour même, son décret de nomination et Bouchotte, deux fois démissionnaire, reste à son poste.
Les attaques contre lui se renouvellent, mais, quand la Montagne s'installe au Comité de salut public, le 10 juillet 1793, Bouchotte, proche des Hébertistes, est énergiquement soutenu.
Il créa onze armées, incorporant 700 000 hommes qui furent levés, habillés, armés dans un délai de quatre mois. Il demanda les 14 et 16 août 1793 une levée en masse complémentaire du peuple français, autorisée par décret le 23 août 1793. Il fait montre d'une certaine sagacité en nommant officiers Kléber, Masséna, Moreau et Bonaparte.
La fin de l'année 1793 voit les Hébertistes dont il est proche et les Indulgents s'affronter, affrontement dont il fait les frais.
Parmi les conventionnels les plus acharnés contre Bouchotte, citons Bourdon de l'Oise, Philippeaux, auteur d'un venimeux pamphlet publié le 6 décembre 1793, Camille Desmoulins, qui, dans le numéro 5 de son journal Le Vieux Cordelier, accuse faussement Bouchotte de dilapider les deniers publics.
En avril 1794, les ministères étant supprimés et remplacés par des commissions exécutives, Bouchotte redevient colonel de cavalerie (il avait refusé tout avancement lorsqu'il était ministre), sans emploi et donc sans traitement.
Le 22 juin 1794, par arrêté du Comité de salut public et du Comité de sûreté générale réunis, il est mis en état d'arrestation, et accusé faussement d'avoir fait périr un grand nombre de patriotes. Incarcéré à la prison des Anglaises, rue de Lourcine, il est transféré au fort de Ham, puis envoyé à Chartres, pour comparaître devant le jury d'Eure-et-Loir, mais le procès ne put commencer, faute de pièces et de documents pour établir un acte d'accusation.
La loi d'amnistie en matière politique, votée par la Convention dans sa dernière séance, le 26 octobre 1795, libère Bouchotte, qui se retire à Metz.

### Consulat
Sous le Consulat, il obtient une retraite de cinq-mille francs, et se retire au Ban-Saint-Martin, près de Metz. Le 29 avril 1805, il y épouse Françoise-Marie-Henriette (dite Fanny) Compan, veuve de son ancien adjoint au ministère de la Guerre, Jean-Louis Villain d'Aubigny, qui mourut en 1804 au bagne de Cayenne où il avait été déporté après l'attentat de la rue Saint-Nicaise.
Jean-Baptiste Noël Bouchotte est mort au Ban-Saint-Martin, le 7 juin 1840, âgé de 86 ans. Il est inhumé au cimetière de l’Est de Metz sous une pyramide d’inspiration égyptienne. Il avait deux sœurs et trois frères, dont l'officier supérieur et député de la Moselle, Jean-Baptiste Charles Bouchotte (1770-1852).

### Sources et bibliographie
- « Jean-Baptiste Bouchotte », dans Adolphe Robert et Gaston Cougny, Dictionnaire des parlementaires français, Edgar Bourloton, 1889-1891 [détail de l’édition]
- « Jean-Baptiste Bouchotte », dans Charles Mullié, Biographie des célébrités militaires des armées de terre et de mer de 1789 à 1850, 1852 [détail de l’édition]
- Charles Dezobry et Théodore Bachelet, Dictionnaire de biographie, t.1, Ch. Delagrave, 1876, p. 343
- Général Herlaut, Le Colonel Bouchotte, ministre de la Guerre en l'an II, t. I : Le ministre, t. II : L'homme politique, 1946, présentation en ligne.
- Paul Laurent, « Les débuts du Ministre de la guerre Bouchotte dans les Ardennes (1789-1790) », dans la Revue historique ardennaise, publiée par Paul Laurent, tome 11 (1904), Paris : chez A. Picard et fils, 1904, p. 57-89 (Voir en ligne)